# Liriomyza emiliae
Liriomyza emiliae este o specie de muște din genul Liriomyza, familia Agromyzidae, descrisă de Seguy în anul 1951.
Este endemică în Madagascar. Conform Catalogue of Life specia Liriomyza emiliae nu are subspecii cunoscute.